# Hà thủ ô trắng
Hà thủ ô trắng hay hà thủ ô nam, dây sữa bò (danh pháp hai phần: Streptocaulon juventas) là một loài thực vật có hoa trong họ La bố ma. Loài này được João de Loureiro mô tả khoa học lần đầu tiên năm 1790 dưới danh pháp Apocynum juventas. Năm 1935 Elmer Drew Merrill chuyển nó sang chi Streptocaulon.